# Symphony Towers
Symphony Towers o las Torres Symphony es un rascacielos localizado en la ciudad de San Diego, California, y es el segundo rascacielos más alto de la ciudad con 34 niveles y 152 metros de altura. El edificio fue diseñado por Skidmore, Owings y Merrill, las Torres Symphony pueden ser vistas desde ciertas áreas del centro de la ciudad. El edificio se encuentra localizado entre las Calles B y el Distrito Financiero.